# Ungrateful
Ungrateful —en español: Ingrato— es el cuarto álbum de la banda estadounidense de post hardcore, Escape The Fate. La gran mayoría de las canciones fueron producidas por John Feldmann, quien también produjo su segundo álbum, This War Is Ours; los demás tracks fueron producidos por la banda. 
Este es el único álbum con Michael Money como miembro oficial en la guitarra rítmica y TJ Bell en el bajo. Al mismo tiempo, es el último álbum junto al miembro Bryan Money. Éste y su hermano Michael dejaron la banda en octubre de 2013 y TJ Bell paso a la guitarra rítmica. Este álbum fue lanzado el 14 de mayo de 2013 por Eleven Seven Music.

## Historia
Tras acabar la grabación de su tercer álbum, Escape The Fate, la banda se puso manos a la obra para escribir nuevo material para su cuarto álbum. Comenzaron en febrero de 2012, al mismo tiempo que Craig Mabbitt grababa materiales para su proyecto alterno, The Dead Rabbitts, y finalizaron en marzo. Hablaron un poco de este cuarto material en su Facebook oficial, haciendo un post por el año nuevo decían, "Feliz año nuevo a todos. Los amamos. Este año verán un nuevo álbum pronto!!!". El guitarrista líder, Bryan Money, había dejado el tour en 2011, porque no se sentía cómodo cerca de Max Green. Durante su ausencia, él grabó muchos riffs de guitarra para este nuevo álbum. En marzo de 2012 anunciaron que Max Green deja la banda por diferencias personales. A pesar de su salida, Green seguía manteniendo amistad con el resto de miembros de la banda, llegando incluso a acudir a algunos de sus conciertos.  Para reemplazar a Max, hablaron con un miembro de Motionless in White , TJ Bell, quien ya había tocado con la banda en el lugar de Max en el tour de 2011, y así TJ se hizo miembro oficial. También anunciaron que Michael Money ahora sería miembro permanente con la guitarra rítmica.
En Twitter, Mabbitt y TJ Bell revelaron que Patrick Stump estaba trabajando con la banda en un nuevo track. Luego confirmaron que la canción se llamaba "Painting", y que habían titulado el álbum como "Picture Perfect". En una entrevista, hablaron sobre el tema que escribieron con Mick Mars de Mötley Crüe. Mabbitt dijo que aunque le gustaba la canción, no sintieron que sería lo correcto para la banda, así que votaron en no usarlo.
El 17 de diciembre de 2012, lanzaron un corto revelando el título de su siguiente sencillo, "Ungrateful". También dieron a conocer que se asociaban a la discográfica Eleven Seven Music. Mabbitt expresó su emoción al firmar con Eleven Seven y sus ganas de trabajar con ellos."

## Lista de canciones
| N.º | Título                     | Escritor(es)                                                              | Productor                   | Duración |  |
| 1.  | «Ungrateful»               | Monte Money, Michael Money, Brandon Saller                                | Monte Money, Brandon Saller | 3:23     |  |
| 2.  | «Until We Die»             | Monte Money, Michael Money, Craig Mabbitt                                 | Money, Saller               | 4:26     |  |
| 3.  | «Live Fast, Die Beautiful» | Monte Money, Michael Money, Mabbitt, John Feldmann, Caleb Shomo           |                             | 3:52     |  |
| 4.  | «Forget About Me»          | Monte Money, Michael Money, Mabbitt, Feldmann, Martin Johnson             |                             | 3:02     |  |
| 5.  | «You're Insane»            | Monte Money, Michael Money, Saller                                        | Money, Saller               | 3:34     |  |
| 6.  | «Chemical Love»            | Monte Money, Michael Money, Mabbitt                                       | Money, Saller               | 3:29     |  |
| 7.  | «Picture Perfect»          | Monte Money, Michael Money, Mabbitt, Feldmann, Patrick Stump              |                             | 3:51     |  |
| 8.  | «Risk It All»              | Monte Money, Michael Money, Feldmann                                      |                             | 4:00     |  |
| 9.  | «Desire»                   | Monte Money, Michael Money, J Angel                                       |                             | 2:45     |  |
| 10. | «One for the Money»        | Monte Money, Michael Money, Mabbitt, Feldmann, Johnson                    |                             | 3:19     |  |
| 11. | «Fire It Up»               | Monte Money, Michael Money, Mabbitt, Saller, Joe Cotela, Julien Jorgenson | Money, Saller               | 3:53     |  |

Versión Deluxe

| Deluxe version |                   |          |  |
| N.º            | Título            | Duración |  |
| 12.            | «I, Alone»        | 3:53     |  |
| 13.            | «Father, Brother» | 2:47     |  |

Versión iTunes

| iTunes deluxe version |                                 |          |  |
| N.º                   | Título                          | Duración |  |
| 12.                   | «I, Alone»                      | 3:53     |  |
| 13.                   | «Father, Brother»               | 2:47     |  |
| 14.                   | «Losing Control»                | 3:53     |  |
| 15.                   | «Ungrateful» (video oficial)    | 5:24     |  |
| 16.                   | «You're Insane» (video oficial) | 3:48     |  |

Versión Deluxe DVD bonus

| Deluxe version bonus DVD |                                               |          |  |
| N.º                      | Título                                        | Duración |  |
| 1.                       | «Escape the Fate: Live from the Roxy» (Video) |          |  |
| 2.                       | «Ungrateful» (video oficial)                  | 5:24     |  |
| 3.                       | «You're Insane» (video oficial)               | 3:48     |  |

Versión Deluxe Japonesa

| Japanese deluxe version |                   |          |  |
| N.º                     | Título            | Duración |  |
| 12.                     | «I, Alone»        | 3:53     |  |
| 13.                     | «Father, Brother» | 2:47     |  |
| 14.                     | «Apologize»       | 3:16     |  |

## Recepción

### Comercial
Ungrateful debutó en el número #27 en el Billboard 200, con ventas aproximadas de 17 000 de copias en la primera semana. Esto se acercó mucho a su trabajo anterior, Escape the Fate, debutando en el puesto 25 y con 18 000 copias. Esto es debido a los cambios que hubo en su formación, algunos fans se negaron al "nuevo Escape The Fate".
| Listas (2013)             | Posición |
| ------------------------- | -------- |
| Australian Albums Chart   | 34       |
| US Billboard 200          | 27       |
| US Top Digital Albums     | 22       |
| US Top Hard Rock Albums   | 2        |
| US Top Alternative Albums | 6        |
| US Top Rock Albums        | 7        |
| US Top Independent Albums | 5        |

## Personal
Escape The Fate
- Craig Mabbitt - Voz
- bryan Money - Guitarra líder, teclado, coros
- Michael Money - Guitarra rítmica
- TJ Bell -  Bajo, segunda Voz
- Robert Ortiz - batería